# Pengpu Xincun

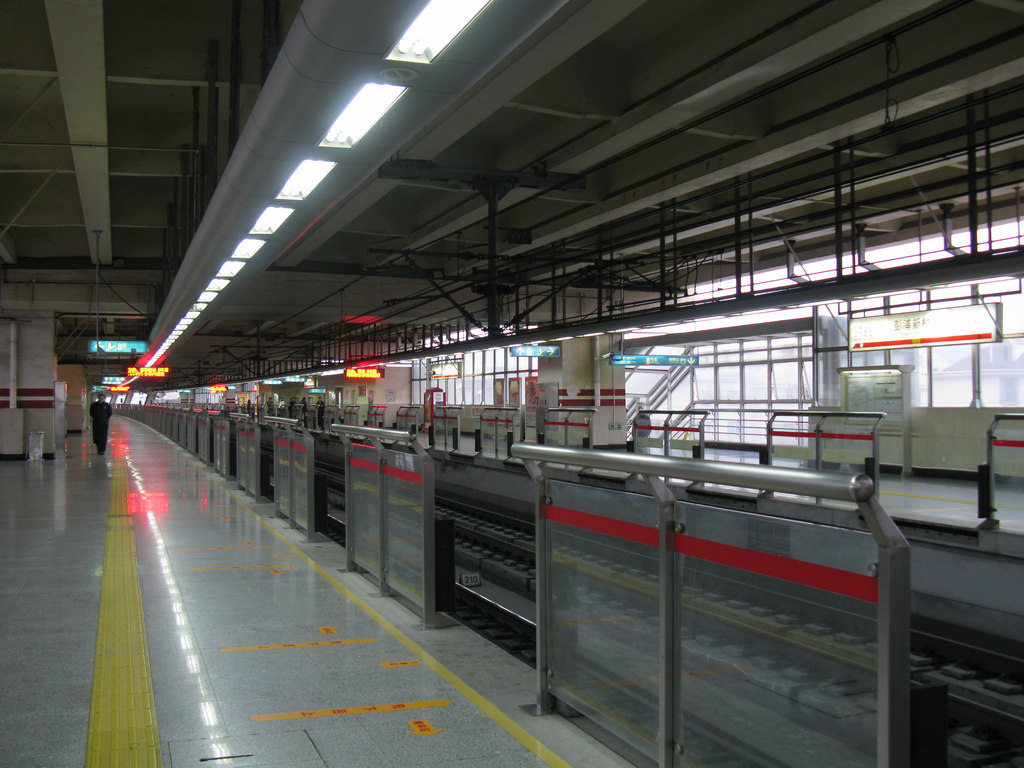
Pengpu Xincun

Pengpu Xincun (彭浦新村) is een station van de metro van Shanghai. Het station is onderdeel van het noordelijke deel van lijn 1.
Fujin Road · West Youyi Road · Bao'an Highway · Gongfu Xincun · Hulan Road · Tonghe Xincun · Gongkang Road · Pengpu Xincun · Wenshui Road · Shanghai Circus World · Yanchang Road · North Zhongshan Road · Station Shanghai · Hanzhong Road · Xinzha Road · People's Square · South Huangpi Road · South Shaanxi Road · Changshu Road · Hengshan Road · Xujiahui · Shanghai Indoor Stadium · Caobao Road · Station Shanghai-Zuid · Jinjiang Park · Lianhua Road · Waihuan Road · Xinzhuang

Lijnen van de metro van Shanghai: 1 · 2 · 3 · 4 · 5 · 6 · 7 · 8 · 9 · 10 · 11 · 12 · 13 · 14 · 15 · 16 · 17 · 18 · Pujiang Line